# Primula cawdoriana
Primula cawdoriana är en viveväxtart som beskrevs av Kingdon-Ward. Primula cawdoriana ingår i släktet vivor, och familjen viveväxter. Inga underarter finns listade i Catalogue of Life.